# Principio de prolongación natural
El principio de prolongación natural es un concepto jurídico introducido en las reclamaciones marítimas presentadas ante las Naciones Unidas.
La frase denota un concepto de geografía política y derecho internacional según el cual el límite marítimo de una nación debe reflejar la «prolongación natural» del punto donde su territorio terrestre llega a la costa.
Las descripciones oceanográficas de la masa terrestre bajo las aguas costeras se combinaron y confundieron con criterios que se consideran relevantes para la delimitación de fronteras. El concepto se desarrolló en el proceso de solución de disputas si las fronteras de las naciones adyacentes estaban ubicadas en una plataforma continental contigua.
Una cuestión aún no resuelta es si una prolongación natural científicamente definida, sin referencia a principios equitativos, debe interpretarse como una «prolongación natural» a los efectos de la delimitación de fronteras marítimas o de las disputas sobre límites marítimos.

## Historia
La frase prolongación natural se estableció como concepto en los Casos Continentales del Mar del Norte en 1969.
La relevancia e importancia de la prolongación natural como factor en las disputas y acuerdos de delimitación ha disminuido durante el período en el cual se ha ampliado la aceptación internacional de la tercera Convención de las Naciones Unidas sobre el Derecho del Mar.
El caso Malta/Libia  de 1985 se considera el fin definitivo del principio de prolongación natural utilizado para delimitar fronteras marítimas nacionales adyacentes.
Los casos de la bahía de Bengala de principios de la década de 2010 (Bangladés contra Myanmar y Bangladés contra India) también asestaron un golpe a la prolongación natural como principio rector para la delimitación de la plataforma continental a más de 200 millas náuticas más allá de las líneas de base.